# Гранце
Гранце (итал. Granze) је насеље у Италији у округу Падова, региону Венето.
Према процени из 2011. у насељу је живело 1950 становника. Насеље се налази на надморској висини од 5 м.

## Становништво
| 1931. | 1936. | 1951. | 1961. | 1971. | 1981. | 1991. | 2001. | 2011. |
| ----- | ----- | ----- | ----- | ----- | ----- | ----- | ----- | ----- |
| 2.314 | 2.331 | 2.186 | 1.746 | 1.495 | 1.424 | 1.517 | 1.671 | 2.022 |